# David Bentley
David Michael Bentley (Peterborough, 27 agosto 1984) è un ex calciatore inglese, di ruolo centrocampista.

## Carriera

### Club

#### Arsenal e Norwich City
Ha cominciato la sua carriera come attaccante nell'Arsenal: debutta in prima squadra nel gennaio 2003, in FA Cup. Il primo gol arriva un anno dopo, in Coppa di Lega. Nello stesso anno va in prestito al Norwich City e un anno dopo ancora al Blackburn, squadra che lo mette sotto contratto nel 2006 e lo fa giocare da titolare.

#### Tottenham
Il 31 luglio 2008 viene comprato dal Tottenham per 15 milioni di sterline.

#### Il prestito al Birmingham City
Il 7 gennaio 2011 viene ceduto in prestito, con diritto di riscatto al Birmingham City. A fine stagione il Birmingham City decide di non riscattarlo, per cui fa ritorno agli Spurs.

#### Il prestito al West Ham
Il 31 agosto 2011 passa in prestito al West Ham. Nel gennaio 2012 ritorna al Tottenham.

#### Rostov
Il 6 settembre 2012 viene ceduto in prestito al Rostov, club militante in Prem'er-Liga in Russia.

#### Di nuovo Blackburn
Il 19 febbraio 2013 viene ceduto in prestito al Blackburn, facendo così ritorno al club che lo ha lanciato.

### Ritiro
Il 13 giugno 2014 annuncia il suo ritiro dal calcio giocato.

### Nazionale
David conta diverse presenze nell'Under-21 inglese. Da citare la sua prestazione nel match amichevole con l'Italia Under-21 alla riapertura di Wembley (24 marzo 2007), quando ha messo a segno una rete su calcio di punizione.

## Statistiche

### Presenze e reti nei club
Statistiche aggiornate all'11 maggio 2014.
| Stagione         | Squadra          | Campionato       | Campionato | Campionato | Coppe nazionali | Coppe nazionali | Coppe nazionali | Coppe continentali | Coppe continentali | Coppe continentali | Altre coppe | Altre coppe | Altre coppe | Totale | Totale |
| Stagione         | Squadra          | Comp             | Pres       | Reti       | Comp            | Pres            | Reti            | Comp               | Pres               | Reti               | Comp        | Pres        | Reti        | Pres   | Reti   |
| ---------------- | ---------------- | ---------------- | ---------- | ---------- | --------------- | --------------- | --------------- | ------------------ | ------------------ | ------------------ | ----------- | ----------- | ----------- | ------ | ------ |
| 2002-2003        | Arsenal          | PL               | 0          | 0          | FACup+CdL       | 1+0             | 0               | UCL                | 0                  | 0                  | -           | -           | -           | 1      | 0      |
| 2003-2004        | Arsenal          | PL               | 1          | 0          | FACup+CdL       | 2+4             | 1+0             | UCL                | 1                  | 0                  | -           | -           | -           | 8      | 1      |
| Totale Arsenal   | Totale Arsenal   | Totale Arsenal   | 1          | 0          |                 | 7               | 1               |                    | 1                  | 0                  |             | -           | -           | 9      | 1      |
| 2004-2005        | Norwich City     | PL               | 26         | 2          | FACup+CdL       | 2+0             | 0               | -                  | -                  | -                  | -           | -           | -           | 28     | 2      |
| 2005-2006        | Blackburn        | PL               | 29         | 3          | FACup+CdL       | 1+5             | 1+1             | -                  | -                  | -                  | -           | -           | -           | 35     | 5      |
| 2006-2007        | Blackburn        | PL               | 36         | 4          | FACup+CdL       | 6+1             | 0               | CU                 | 8                  | 3                  | -           | -           | -           | 51     | 7      |
| 2007-2008        | Blackburn        | PL               | 37         | 6          | FACup+CdL       | 1+3             | 1+1             | Int                | 2+5                | 0+1                | -           | -           | -           | 48     | 9      |
| 2008-2009        | Tottenham        | PL               | 25         | 1          | FACup+CdL       | 2+3             | 0               | CU                 | 5                  | 1                  | -           | -           | -           | 35     | 2      |
| 2009-2010        | Tottenham        | PL               | 15         | 2          | FACup+CdL       | 5+4             | 1+1             | -                  | -                  | -                  | -           | -           | -           | 24     | 4      |
| 2010-gen. 2011   | Tottenham        | PL               | 2          | 0          | FACup+CdL       | 0+1             | 0               | UCL                | 0                  | 0                  | -           | -           | -           | 3      | 0      |
| Totale Tottenham | Totale Tottenham | Totale Tottenham | 42         | 3          |                 | 15              | 2               |                    | 5                  | 1                  |             | -           | -           | 62     | 6      |
| gen.-giu. 2011   | Birmingham City  | PL               | 13         | 0          | FACup+CdL       | 2+0             | 1+0             | -                  | -                  | -                  | -           | -           | -           | 15     | 1      |
| 2011-2012        | West Ham         | FLC              | 5          | 0          | FACup+CdL       | 0+0             | 0               | -                  | -                  | -                  | -           | -           | -           | 5      | 0      |
| 2012-gen. 2013   | Rostov           | PL               | 7          | 0          | CR              | 1               | 0               | -                  | -                  | -                  | -           | -           | -           | 8      | 0      |
| gen.-giu. 2013   | Blackburn        | FLC              | 5          | 0          | FACup+CdL       | 2+0             | 0               | -                  | -                  | -                  | -           | -           | -           | 7      | 0      |
| Totale Blackburn | Totale Blackburn | Totale Blackburn | 107        | 13         |                 | 19              | 4               |                    | 15                 | 4                  |             |             |             | 141    | 21     |
| Totale carriera  | Totale carriera  | Totale carriera  | 201        | 18         |                 | 46              | 8               |                    | 21                 | 5                  |             |             |             | 268    | 31     |

### Cronologia presenze e reti in nazionale
| Cronologia completa delle presenze e delle reti in nazionale ― Inghilterra | Cronologia completa delle presenze e delle reti in nazionale ― Inghilterra | Cronologia completa delle presenze e delle reti in nazionale ― Inghilterra | Cronologia completa delle presenze e delle reti in nazionale ― Inghilterra | Cronologia completa delle presenze e delle reti in nazionale ― Inghilterra | Cronologia completa delle presenze e delle reti in nazionale ― Inghilterra | Cronologia completa delle presenze e delle reti in nazionale ― Inghilterra | Cronologia completa delle presenze e delle reti in nazionale ― Inghilterra |
| Data                                                                       | Città                                                                      | In casa                                                                    | Risultato                                                                  | Ospiti                                                                     | Competizione                                                               | Reti                                                                       | Note                                                                       |
| -------------------------------------------------------------------------- | -------------------------------------------------------------------------- | -------------------------------------------------------------------------- | -------------------------------------------------------------------------- | -------------------------------------------------------------------------- | -------------------------------------------------------------------------- | -------------------------------------------------------------------------- | -------------------------------------------------------------------------- |
| 8-9-2007                                                                   | Londra                                                                     | Inghilterra                                                                | 3 – 0                                                                      | Israele                                                                    | Qual. Euro 2008                                                            | -                                                                          | 83’                                                                        |
| 16-11-2007                                                                 | Vienna                                                                     | Austria                                                                    | 0 – 1                                                                      | Inghilterra                                                                | Amichevole                                                                 | -                                                                          | 62’                                                                        |
| 6-2-2008                                                                   | Londra                                                                     | Inghilterra                                                                | 2 – 1                                                                      | Svizzera                                                                   | Amichevole                                                                 | -                                                                          |                                                                            |
| 26-3-2008                                                                  | Saint-Denis                                                                | Francia                                                                    | 1 – 0                                                                      | Inghilterra                                                                | Amichevole                                                                 | -                                                                          | 63’                                                                        |
| 28-5-2008                                                                  | Londra                                                                     | Inghilterra                                                                | 2 – 0                                                                      | Stati Uniti                                                                | Amichevole                                                                 | -                                                                          | 46’                                                                        |
| 1-6-2008                                                                   | Port of Spain                                                              | Trinidad e Tobago                                                          | 0 – 3                                                                      | Inghilterra                                                                | Amichevole                                                                 | -                                                                          | 46’                                                                        |
| 20-8-2008                                                                  | Londra                                                                     | Inghilterra                                                                | 2 – 2                                                                      | Rep. Ceca                                                                  | Amichevole                                                                 | -                                                                          | 79’                                                                        |
| Totale                                                                     |                                                                            | Presenze                                                                   | 7                                                                          |                                                                            | Reti                                                                       | 0                                                                          |                                                                            |

## Palmarès

### Club

#### Competizioni nazionali
- Coppa di Lega inglese: 1

Birmingham City: 2010-2011